# Bahram Xah ibn Toghril
Bahram Xah ibn Toghril fou un sultà seljúcida que va succeir al seu pare Toghril Xah a Kirman el 1170, proclamat per l'atabeg Muayyad al-Din Rayhan.
Al cap de poc temps de ser proclamat va haver de fugir davant el seu germà gran Arslanxah ibn Toghril. Va lluitar contra aquest durant més de tres anys amb diverses alternatives, fins a la seva mort el 1174/1175.